# Discografia de Banda Calypso
A discografia de Banda Calypso, uma banda musical brasileira, consiste em treze álbuns de estúdio, dez álbuns ao vivo, cinco coletâneas musicais e mais de quarenta singles lançados em uma carreira iniciada em 1999. Dezesseis anos passados, a banda se desfez em 2015. A Banda Calypso é recordista em vendas de discos no Brasil, com mais de 20 milhões de cópias vendidas entre CDs e DVDs.

## Álbuns

### Álbuns de estúdio
| Álbum                            | Detalhes                                                                                              | Vendas         | Certificações |
| -------------------------------- | --- | -------------- | ------------- |
| Banda Calypso                    | - Lançamento: novembro de 1999 - Formato(s): CD - Gravadora(s): Calypso Produções                     | - : 750.000+   | - : Ouro      |
| O Ritmo Que Conquistou o Brasil! | - Lançamento: dezembro de 2002 - Formato(s): CD - Gravadora(s): Calypso Produções                     | - : 750.000+   | - : Ouro      |
| Volume 4                         | - Lançamento: outubro de 2003 - Formato(s): CD - Gravadora(s): Calypso Produções                      | - : 900.000+   | - : Platina   |
| Volume 6                         | - Lançamento: outubro de 2004 - Formato(s): CD - Gravadora(s): Calypso Produções                      | - : 1.000.000+ | - : Diamante  |
| Volume 8                         | - Lançamento: outubro de 2005 - Formato(s): CD - Gravadora(s): Calypso Produções                      | - : 1.800.000+ | - : Diamante  |
| 10                               | - Lançamento: 14 de janeiro de 2007 - Formato(s): CD - Gravadora(s): Calypso Produções, MD Music      | - : 1.170.000+ | - : Diamante  |
| Acústico                         | - Lançamento: 9 de junho de 2008 - Formato(s): CD - Gravadora(s): Som Livre                           | - : 200.000+   | - PMB: Ouro   |
| Amor sem Fim                     | - Lançamento: 19 de fevereiro de 2009 - Formato(s): CD - Gravadora(s): Calypso Produções, MD Music    |                |               |
| Vem Balançar!                    | - Lançamento: 29 de maio de 2010 - Formato(s): CD - Gravadora(s): Calypso Produções, MD Music         |                |               |
| Meu Encanto                      | - Lançamento: 17 de maio de 2011 - Formato(s): CD - Gravadora(s): Som Livre                           |                |               |
| Eternos Namorados                | - Lançamento: 22 de novembro de 2012 - Formato(s): CD, download digital - Gravadora(s): Radar Records |                |               |
| Eu Me Rendo                      | - Lançamento: 31 de outubro de 2013 - Formato(s): CD, download digital - Gravadora(s): Radar Records  |                |               |
| Vibrações                        | - Lançamento: 26 de agosto de 2014 - Formato(s): CD, download digital - Gravadora(s): Radar Records   |                |               |

### Álbuns ao vivo
| Álbum                       | Detalhes                                                                                             | Vendas       | Certificações |
| --------------------------- | --- | ------------ | ------------- |
| Ao Vivo                     | - Lançamento: março de 2002 - Formato(s): CD - Gravadora(s): Sony Music, Calypso Produções           | - : 750.000+ | - PMB: Ouro   |
| Ao Vivo                     | - Lançamento: novembro de 2003 - Formato(s): CD - Gravadora(s): Calypso Produções                    | - : 700.000+ |               |
| Banda Calypso na Amazônia   | - Lançamento: fevereiro de 2005 - Formato(s): CD - Gravadora(s): Calypso Produções                   |              |               |
| Banda Calypso pelo Brasil   | - Lançamento: 9 de setembro de 2006 - Formato(s): CD - Gravadora(s): Calypso Produções, MD Music     | - : 500.000+ | - : Diamante  |
| Ao Vivo em Goiânia          | - Lançamento: 10 de novembro de 2007 - Formato(s): CD - Gravadora(s): Calypso Produções, MD Music    |              |               |
| 10 Anos, Vol. 1             | - Lançamento: 15 de março de 2010 - Formato(s): CD                                                   | - : 40.000+  | - PMB: Ouro   |
| 10 Anos, Vol. 2             | - Lançamento: 15 de março de 2010 - Formato(s): CD                                                   | - : 40.000+  | - PMB: Ouro   |
| Ao Vivo em Recife           | - Lançamento: 7 de dezembro de 2010 - Formato(s): CD - Gravadora(s): MD Music                        |              |               |
| Banda Calypso em Angola     | - Lançamento: 11 de maio de 2012 - Formato(s): CD, download digital - Gravadora(s): Radar Records    |              |               |
| Ao Vivo no Distrito Federal | - Lançamento: 5 de dezembro de 2013 - Formato(s): CD, download digital - Gravadora(s): Radar Records |              |               |
| 15 Anos, Vol. 1             | - Lançamento: 5 de junho de 2015 - Formato(s): CD, download digital - Gravadora(s): Radar Records    |              |               |
| 15 Anos, Vol. 2             | - Lançamento: 5 de junho de 2015 - Formato(s): CD, download digital - Gravadora(s): Radar Records    |              |               |

### Coletâneas musicais
| Álbum                     | Detalhes                                                                           | Vendas      | Certificações |
| ------------------------- | ---------------------------------------------------------------------------------- | ----------- | ------------- |
| Os Maiores Sucessos       | - Lançamento: julho de 2003 - Formato(s): CD - Gravadora(s): Som Livre             | - : 450.000 |               |
| 20 Super Sucessos         | - Lançamento: 4 de janeiro de 2005 - Formato(s): CD - Gravadora(s): Polydisc       | - : 400.000 |               |
| As 20+                    | - Lançamento: 15 de março de 2006 - Formato(s): CD - Gravadora(s): MD Music        | - : 400.000 | - : Ouro      |
| 100%                      | - Lançamento: 9 de maio de 2007 - Formato(s): CD - Gravadora(s): Som Livre         | - : 450.000 | - PMB: Ouro   |
| O Melhor da Banda Calypso | - Lançamento: 31 de outubro de 2013 - Formato(s): CD - Gravadora(s): Radar Records |             |               |

## Singles

### Como artista principal
| Canção                                             | Ano  | Álbum                            |
| -------------------------------------------------- | ---- | -------------------------------- |
| Vendaval                                           | 1999 | Banda Calypso                    |
| Dois Corações                                      | 1999 | Banda Calypso                    |
| Disse Adeus                                        | 2000 | Banda Calypso                    |
| Dançando Calypso                                   | 2001 | Banda Calypso                    |
| Cúmbia do Amor                                     | 2002 | Ao Vivo                          |
| Como uma Virgem                                    | 2002 | Ao Vivo                          |
| Chamo por Você                                     | 2002 | O Ritmo Que Conquistou o Brasil! |
| Temporal                                           | 2002 | O Ritmo Que Conquistou o Brasil! |
| Maridos e Esposas                                  | 2003 | O Ritmo Que Conquistou o Brasil! |
| Pra Te Esquecer                                    | 2003 | Volume 4                         |
| Nenê                                               | 2003 | Volume 4                         |
| Imagino                                            | 2004 | Volume 4                         |
| A Lua Me Traiu                                     | 2004 | Volume 6                         |
| Isso É Calypso                                     | 2005 | Volume 8                         |
| Tchau pra Você                                     | 2005 | Volume 8                         |
| Esqueça Meu Coração                                | 2006 | Volume 8                         |
| Pra Me Conquistar                                  | 2006 | Volume 8                         |
| Louca Sedução                                      | 2006 | 10                               |
| Acelerou                                           | 2007 | 10                               |
| Nessa Balada                                       | 2007 | 10                               |
| Objeto de Desejo                                   | 2007 | 10                               |
| Doce Mel                                           | 2008 | Acústico                         |
| Gritar de Amor                                     | 2008 | Acústico                         |
| Vida Minha                                         | 2008 | Amor sem Fim                     |
| Xonou, Xonou                                       | 2009 | Amor sem Fim                     |
| Chá de Maracujá                                    | 2009 | Amor sem Fim                     |
| Sem Direção                                        | 2009 | Amor sem Fim                     |
| Nossa História Acabou                              | 2010 | Amor sem Fim                     |
| Vem Balançar                                       | 2010 | Vem Balançar!                    |
| Perdoa                                             | 2010 | Vem Balançar!                    |
| Não Posso Negar Que Te Amo (part. Reginaldo Rossi) | 2011 | Meu Encanto                      |
| Entre Tapas e Beijos                               | 2011 | Meu Encanto                      |
| Meu Encanto                                        | 2011 | Meu Encanto                      |
| Blackout                                           | 2012 | Banda Calypso em Angola          |
| Quem Ama Não Deixa de Amar (part. Amado Batista)   | 2012 | Eternos Namorados                |
| Me Beija Agora                                     | 2012 | Eternos Namorados                |
| The End                                            | 2013 | Eternos Namorados                |
| Eu Me Rendo                                        | 2013 | Eu Me Rendo                      |
| A Festa Começou                                    | 2013 | Ao Vivo no Distrito Federal      |
| Vibrações                                          | 2014 | Vibrações                        |
| Vamos Ficar de Bem                                 | 2015 | 15 Anos                          |

### Como artista convidado
| Canção                                                  | Ano  | Álbum               |
| ------------------------------------------------------- | ---- | ------------------- |
| "Por Que Choras?" (Bruno & Marrone part. Banda Calypso) | 2005 | Meu Presente É Você |

## Outras aparições
| Canção                     | Ano  | Outro(s) artista(s) | Álbum                         |
| -------------------------- | ---- | --- | ----------------------------- |
| "Corpo, Alma e Coração"    | 2003 | Adílson Ramos | Corpo, Alma e Coração         |
| "De Coração para Coração"  | 2005 | As Leoas | Marcas de Batom               |
| "Refém da Solidão"         | 2006 | Banda Amor Perfeito | Vol. 02                       |
| "Conte a Verdade"          | 2006 | Banda Amor Perfeito | Vol. 02                       |
| "Pássaros Noturnos"        | 2007 | Zé Ramalho | Parceria dos Viajantes        |
| "Vida"                     | 2008 | Banda Amor Perfeito | Ao Vivo em Belém do Pará      |
| "Venha Arrochando"         | 2008 | Nara Costa | —                             |
| "Agora Chora"              | 2008 | Aviões do Forró | —                             |
| "Propostas Indecentes"     | 2008 | Latino | Junto e Misturado             |
| "Pai Nosso"                | 2008 | Toquinho, Simone, Eliana, Babado Novo, Daniel, Ivete Sangalo, Chitãozinho & Xororó, Guilherme & Santiago, Fafá de Belém, André Valadão, Fagner e Maurício & Mauri | Tributo das Estrelas pelo Bem |
| "Beija-Flor"               | 2009 | Kim Marques | Caboclo da Amazônia           |
| "Me Deixe Voar"            | 2012 | Frank Aguiar | 20 Anos                       |
| "Tem Folclore na Floresta" | 2015 | Boi Caprichoso | Amazônia                      |
| "Meu Ex Amor"              | 2015 | Marcelinho de Lima | E a Vida Segue                |